# Topología general

El seno del topólogo, un ejemplo útil en topología general. Es conexo pero no conexo por caminos.

En matemáticas, la topología general es la rama de topología que trata las definiciones y construcciones básicas de teoría de conjuntos usadas en topología. Contiene los fundamentos de la mayoría de las otras ramas de la topología, incluyendo topología diferencial, topología geométrica, y topología algebraica.
Los conceptos fundamentales en topología general son continuidad, compacidad y conexión:
- Las funciones continuas, intuitivamente, llevan puntos cercanos a puntos cercanos.
- Los conjuntos compactos son los que pueden ser cubiertos por finitos conjuntos arbitrariamente pequeños.
- Los conjuntos conexos son los que no pueden ser divididos en piezas lejanas.

Las ideas de «cercano», «arbitrariamente cercano» y «lejano» pueden expresarse de forma precisa usando los conjuntos abiertos. Si cambiamos qué conjuntos son abiertos, cambiamos qué funciones son continuas y qué conjuntos son compactos y/o conexos. Se llama topología a cada elección de «conjuntos abiertos». Se llama espacio topológico a un conjunto dotado de una topología.
Los espacios métricos son una clase importante de espacios topológicos en los que se puede asignar un número a las distancias, llamada una métrica. La existencia de una métrica simplifica la mayoría de las demostraciones, y muchos de los espacios topológicos más comunes son también espacios métricos.

## Historia
La topología general se desarrolló gracias a varias áreas, siendo las más importantes:
- el estudio detallado de los subconjuntos de la línea real
- la introducción del concepto de variedad
- el estudio de los espacios métricos, especialmente de los espacios vectoriales normados, durante los inicios análisis funcional.

La topología general alcanzó la forma que se conoce hoy en día en alrededor de 1940. Prácticamente todo se captura en una forma apropiada de la noción de continuidad, que puede ser usada en cualquier área de la matemática.

## Una topología en un conjunto
Sea X un conjunto y sea τ una familia de subconjuntos de X. Se dice que τ es una topología si:
1. El conjunto vacío y X son elementos de τ
2. Cualquier unión de elementos de τ es un elemento de τ
3. Cualquier intersección de una cantidad finita de elementos de τ es un elemento de τ

Si τ es una topología en X, entonces el par (X, τ) se dice espacio topológico. La notación Xτ puede ser usada para denotar un conjunto X dotado de la topología particular τ.
Llamamos a los elementos de τ los conjuntos abiertos en X. Un subconjunto de X se dice cerrado si su complemento pertenece a τ (es decir, su complemento es abierto). Un subconjunto de X puede ser abierto, cerrado, ambos (conjunto clopen), o ninguno. El conjunto vacío y X siempre son, a la vez, abiertos y cerrados.

### Base para una topología
Una base B para un espacio topológico (X,τ) es una colección de conjuntos abiertos en τ tal que cada conjunto abierto en τ puede ser escrito como unión de elementos de B. Decimos que la base genera la topología τ. Las bases son útiles porque muchas propiedades de una topología pueden escritas solo en término de una base que genera tal topología, y porque en muchos casos las es más sencillo definir una topología en términos de una base que la genera.

### Subespacio, producto y cociente
Un subconjunto de un espacio topológico puede ser visto como un espacio topológico al dotarlo de la topología traza, definida como la topología cuyos abiertos son las intersecciones de los abiertos del espacio original con el subespacio.
Dada cualquier familia indexada de espacios topológicos, el producto puede ser dotado de la topología producto, la cual está generada por las preimágenes de los abiertos de los factores a través de las proyecciones. Por ejemplo, en productos finitos una base para la topología producto consta de todos los productos de conjuntos abiertos. Para productos infinitos, es necesario agregar el requisito adicional que todos salvo finitos abiertos sean la totalidad del espacio.
Un espacio cociente se define como sigue: si X es un espacio topológico, Y es un conjunto y f: X → Y es una función sobreyectiva, entonces la topología cociente en Y es la colección de subconjuntos de Y que tienen preimágenes por f abiertas. En otras palabras, la topología cociente es la topología más fina en Y para la cual f es continua. Un ejemplo común de topología cociente es la inducida por una relación de equivalencia en X. La aplicación f es entonces la proyección natural al conjunto de clases de equivalencia.

### Ejemplos de espacios topológicos
Un conjunto dado puede tener muchas topologías diferentes. Si se dota a un conjunto de una topología diferente, el espacio topológico resultante es diferente. Cualquier conjunto puede ser dotado de la topología discreta en la que todo subconjunto es abierto. Las únicas sucesiones o redes convergentes en esta topología son las que son últimamente constantes. También, cualquier conjunto puede ser dotado de la topología trivial (también llamada topología indiscreta), en la que solo el conjunto vacío y el espacio en su totalidad son abiertos. Toda sucesión y toda red en esta topología convergen a todo punto del espacio. Este ejemplo muestra que, en un espacio topológico general, los límites de sucesiones no son necesariamente únicos. Sin embargo, es frecuente requerir que los espacios topológicos sean espacios de Hausdorff, espacios en los que los límites de sucesiones sí son únicos.
Hay muchas maneras de definir una topología en R, el conjunto de los números reales. La topología estándar en R está generada por los intervalos abiertos, es decir, el conjunto de todos los intervalos abiertos forma una base para la topología. En particular, esto implica que un conjunto es abierto si existe un intervalo abierto de radio no nulo centrado en cada punto del conjunto y completamente contenido en tal conjunto.

#### Topologías discretas y triviales
A cualquier conjunto se le puede dar la topología discreto, en la que todo subconjunto es abierto.  Las únicas secuencias o redes convergentes en esta topología son las que son eventualmente constantes.  También se puede dar a cualquier conjunto la topología trivial (también llamada topología indiscreta), en la que sólo el conjunto vacío y todo el espacio son abiertos.  Toda sucesión y red en esta topología converge a todo punto del espacio.  Este ejemplo muestra que, en los espacios topológicos generales, los límites de las secuencias no tienen por qué ser únicos. Sin embargo, a menudo los espacios topológicos deben ser espacios de Hausdorffs donde los puntos límite son únicos.

#### Topologías cofinitas y contables
A cualquier conjunto se le puede dar la topología cofinita en la que los conjuntos abiertos son el conjunto vacío y los conjuntos cuyo complemento es finito.  Esta es la topología más pequeña del T1 sobre cualquier conjunto infinito.
A cualquier conjunto se le puede dar la topología  cocontable, en la que un conjunto se define como abierto si está vacío o su complemento es contable.  Cuando el conjunto es incontable, esta topología sirve de contraejemplo en muchas situaciones.

#### Topologías de los números reales y complejos
Hay muchas maneras de definir una topología en R', el conjunto de números reales.  La topología estándar en R está generada por los intervalos abiertos.  El conjunto de todos los intervalos abiertos forma una base o base para la topología, lo que significa que cada conjunto abierto es una unión de alguna colección de conjuntos de la base. En particular, esto significa que un conjunto es abierto si existe un intervalo abierto de radio distinto de cero alrededor de cada punto del conjunto. De forma más general, a los espacios euclídeoss Rn se les puede dar una topología.  En la topología habitual sobre Rn los conjuntos abiertos básicos son las bolas abiertas.  De forma similar, C, el conjunto de números complejoss, y Cn tienen una topología estándar en la que los conjuntos abiertos básicos son bolas abiertas.
A la recta real también se le puede dar la topología del límite inferior.  Aquí, los conjuntos abiertos básicos son los intervalos semiabiertos [a, b).  Esta topología sobre R es estrictamente más fina que la topología euclídea definida anteriormente; una sucesión converge a un punto en esta topología si y sólo si converge desde arriba en la topología euclídea.  Este ejemplo muestra que un conjunto puede tener definidas muchas topologías distintas.

#### La topología métrica
Todo espacio métrico puede tener una topología métrica, en la que los conjuntos abiertos básicos son bolas abiertas definidas por la métrica.  Esta es la topología estándar en cualquier espacio vectorial normado. En un espacio vectorial finito, esta topología es la misma para todas las normas.

## Funciones continuas
La continuidad se expresa en términos de vecindad: f es continua en algún punto x ∈  X si y sólo si para cualquier vecindad V de f(x), hay una vecindad U de x tal que f(U) ⊆ V. Intuitivamente, continuidad significa que no importa lo "pequeño" que se vuelva V, siempre hay un U que contiene x que mapea dentro de V y cuya imagen bajo f contiene f(x). Esto es equivalente a la condición de que las preimágenes de los conjuntos abiertos (cerrados) en Y sean abiertos (cerrados) en X. En espacios métricos, esta definición es equivalente a la ε–δ-definición que se utiliza a menudo en análisis.
Un ejemplo extremo: si a un conjunto X se le da la topología discreta, todas las funciones 
{\displaystyle f\colon X\rightarrow T}
a cualquier espacio topológico T son continuas. Por otra parte, si X está dotado de la topología indiscreta y el espacio T conjunto es al menos T0, entonces las únicas funciones continuas son las funciones constantes. A la inversa, cualquier función cuyo rango sea indiscreto es continua.

### Definiciones alternativas
Existen varias definiciones equivalentes para una estructura topológica y por tanto hay varias formas equivalentes de definir una función continua.

#### Definición de vecindad
Las definiciones basadas en preimágenes suelen ser difíciles de utilizar directamente. El siguiente criterio expresa la continuidad en términos de vecindad: f es continua en algún punto x ∈ X si y sólo si para cualquier vecindad V de f(x), existe una vecindad U de x tal que f(U) ⊆ V. Intuitivamente, la continuidad significa que no importa lo "pequeño" que se haga V, siempre hay un U que contiene a x que mapea dentro de V.
Si X e Y son espacios métricos, es equivalente considerar el  sistema de vecindad de bola abiertas centradas en x y f(x) en lugar de todas las vecindades. Esto devuelve la definición δ-ε anterior de continuidad en el contexto de espacios métricos. Sin embargo, en los espacios topológicos generales, no existe la noción de proximidad o distancia.
Nótese, sin embargo, que si el espacio objetivo es Hausdorff, sigue siendo cierto que f es continua en a si y sólo si el límite de f a medida que x se acerca a a es f(a).  En un punto aislado, toda función es continua.

#### Secuencias y redes
En varios contextos, la topología de un espacio se especifica convenientemente en términos de punto de acumulación.  En muchos casos, esto se consigue especificando cuándo un punto es el límite de una sucesión, pero para algunos espacios que son demasiado grandes en algún sentido, se especifica también cuándo un punto es el límite de conjuntos más generales de puntos indexados por un conjunto dirigido, conocidos como redes. Una función es continua sólo si lleva límites de secuencias a límites de secuencias.  En el primer caso, la preservación de límites es también suficiente; en el segundo, una función puede preservar todos los límites de secuencias y aun así no ser continua, y la preservación de redes es una condición necesaria y suficiente.
En detalle, una función f: X → Y es secuencialmente continua si siempre que una secuencia (xn) en X converge a un límite x, la secuencia (f(xn) converge a f(x). Así pues, las funciones secuencialmente continuas "conservan límites secuenciales".  Toda función continua es secuencialmente continua.  Si X es un primer axioma de numerabilidad y se cumple el elección contable, entonces también se cumple lo contrario: cualquier función que preserva límites secuenciales es continua.  En particular, si X es un espacio métrico, continuidad secuencial y continuidad son equivalentes.  Para espacios no contables en primer lugar, la continuidad secuencial puede ser estrictamente más débil que la continuidad. (Los espacios para los que las dos propiedades son equivalentes se llaman espacio secuencial). Esto motiva la consideración de redes en lugar de secuencias en espacios topológicos generales.  Las funciones continuas preservan los límites de las redes y, de hecho, esta propiedad caracteriza a las funciones continuas.

#### Definición de operador de cierre
En lugar de especificar los subconjuntos abiertos de un espacio topológico, la topología también puede determinarse mediante un operador de cierre (denotado cl), que asigna a cualquier subconjunto A ⊆ X su cierre, o un operador de interior (denotado int), que asigna a cualquier subconjunto A de X su interior. En estos términos, una función 
{\displaystyle f\colon (X,\mathrm {cl} )\to (X',\mathrm {cl} ')\,}
entre espacios topológicos es continuo en el sentido anterior si y sólo si para todo subconjunto A de X
{\displaystyle f(\mathrm {cl} (A))\subseteq \mathrm {cl} '(f(A)).}
Es decir, dado cualquier elemento x de X que esté en la clausura de cualquier subconjunto A, f(x) pertenece a la clausura de f(A). Esto es equivalente al requisito de que para todo subconjunto A' de X'
{\displaystyle f^{-1}(\mathrm {cl} '(A'))\supseteq \mathrm {cl} (f^{-1}(A')).}
Además, 
{\displaystyle f\colon (X,\mathrm {int} )\to (X',\mathrm {int} ')\,}
es continua si y sólo si 
{\displaystyle f^{-1}(\mathrm {int} '(A))\subseteq \mathrm {int} (f^{-1}(A))}
para cualquier subconjunto A de X.

### Propiedades
Si f: X → Y y g: Y → Z son continuas, entonces también lo es la composición g ∘ f: X → Z. Si f: X → Y es continua y
- X es compacto, entonces f(X) es compacta.
- X es un conexo, entonces f(X) es conectado.
- X es  conectado por caminos, entonces f(X) es conectado por caminos.
- X es Lindelöf, entonces f(X) es Lindelöf.
- X es separable, entonces f(X) es separable.

Las topologías posibles sobre un conjunto fijo X son parcialmente ordenadas: se dice que una topología τ1 es más gruesa que otra topología τ2 (notación: τ1 ⊆ τ2) si todo subconjunto abierto respecto a τ1 es también abierto respecto a τ2. Entonces, la mapa identidad
idX: (X, τ2) → (X, τ1)
es continua si y sólo si τ1 ⊆ τ2 (véase también comparación de topologías). En términos más generales, una función continua
{\displaystyle (X,\tau _{X})\rightarrow (Y,\tau _{Y})}
permanece continua si la topología τY se sustituye por una topología más gruesa y/o τX se sustituye por una topología más fina.